# Jaroslav Věšín

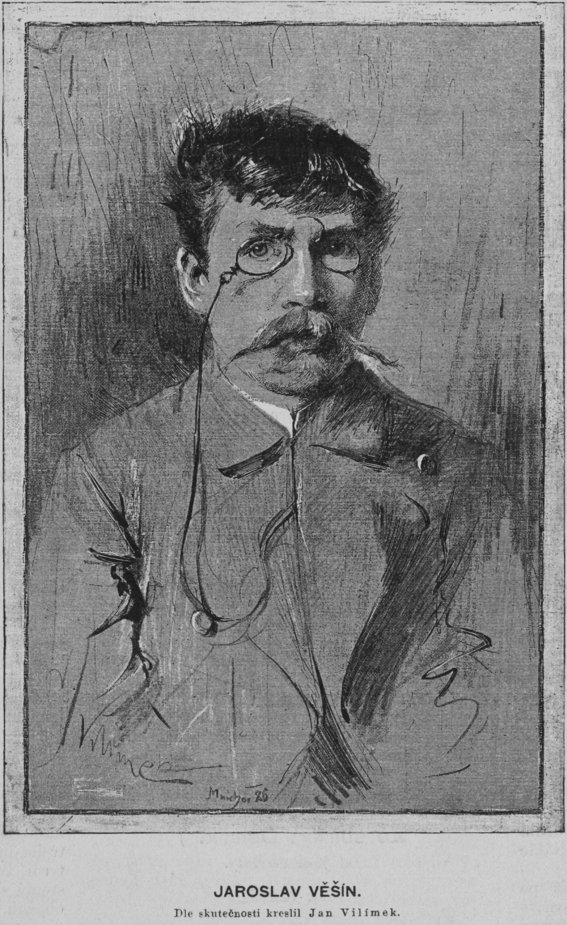
Jaroslav Věšín porträtiert von Jan Vilímek 1886

Jaroslav František Věšín (bulgarisch Ярослав Вешин; * 23. Mai 1860 in Vrané, Österreich-Ungarn; † 9. Mai 1915 in Sofia) war ein tschechischer Maler, der auch in Bulgarien tätig war.

## Leben

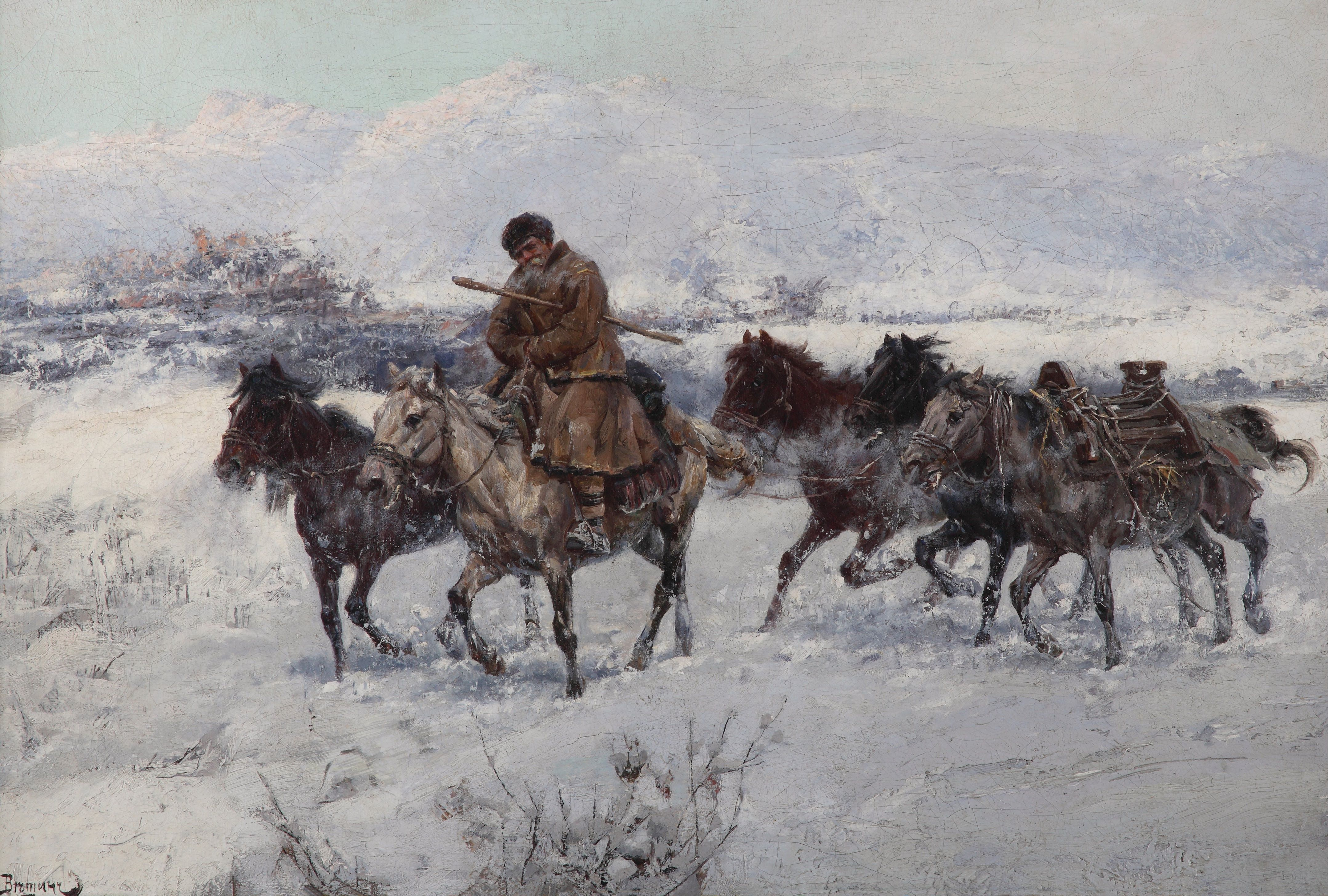
Rückkehr vom Markt, 1898

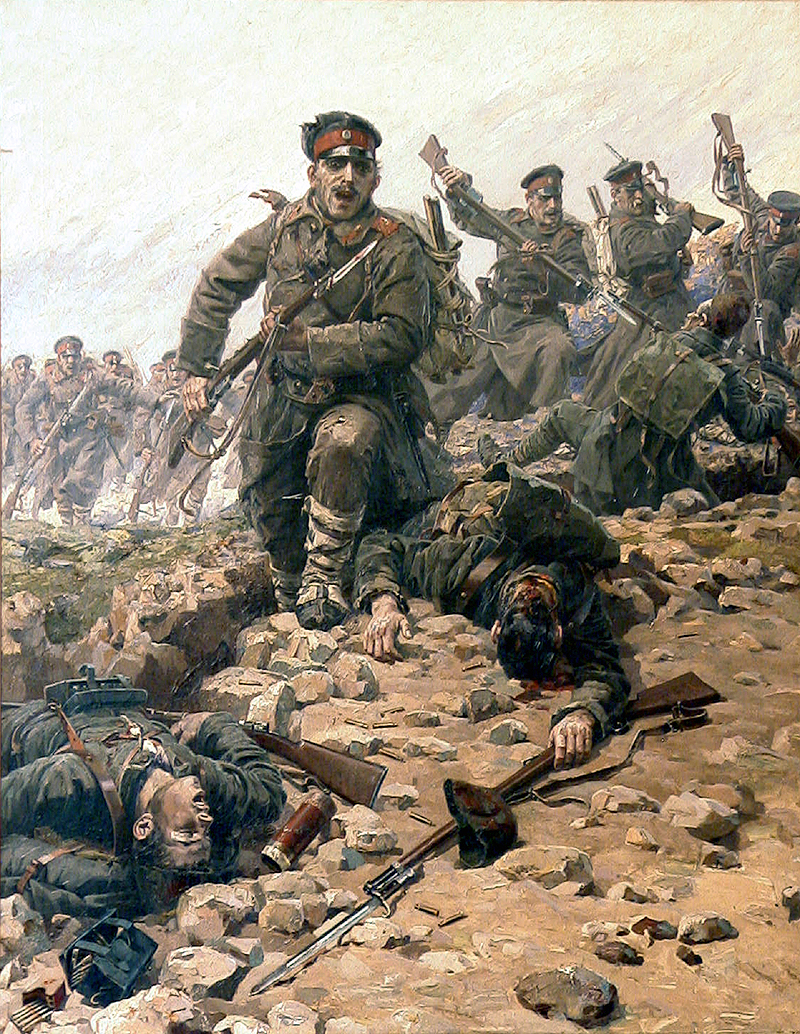
Bajonett-Angriff, 1913

Věšín studierte von 1876 bis 1880 Malerei an der Akademie der Bildenden Künste in Prag. Dort war Jan Swerts sein Lehrer. 1883 schloss er sein Studium an der Kunstakademie München bei Carl Theodor von Piloty ab. Nach 1884 war er in der Slowakei tätig, bis er 1890 wieder nach München ging.
1897 zog er nach Sofia um und unterrichtete bis 1904 an der dortigen Nationalen Kunstakademie. In Bulgarien gehörte er zu den Begründern der bulgarischen Landschaftsmalerei; auch die ersten Jagdszenen in der bulgarischen Malerei gehen auf ihn zurück. In vielen seiner Werke widmete er sich auch der Darstellung des bäuerlichen Lebens in Bulgarien.
Als Hofmaler des bulgarischen Fürsten Ferdinand und offizieller Maler der bulgarischen Armee malte er ab 1904 auch zahlreiche militärische Motive wie Armeeübungen und Schlachten, unter anderem während des ersten Balkankriegs.